# Casinaria virgata
Casinaria virgata är en stekelart som beskrevs av Jerman och Ian D. Gauld 1988. Casinaria virgata ingår i släktet Casinaria och familjen brokparasitsteklar. Inga underarter finns listade.